# Bijele suze padaju na grad
«Bijele suze padaju na grad» — музичний альбом гурту Novi fosili. Виданий 1996 року лейблом Croatia Records. Загальна тривалість композицій становить 40:52. Альбом відносять до напрямку поп.

## Список пісень
1. «Bijele suze» — 4:01
2. «Sjever — jug» — 3:54
3. «Gdje ti je dom» — 4:46
4. «Mokro je sve» — 4:48
5. «Tajno mjesto» — 2:56
6. «Divlje ruže» — 4:07
7. «Marina iz moje ulice» — 4:33
8. «Bilo je prelijepo» — 3:51
9. «Sjećam se još» — 4:05
10. «I sad si sama» — 3:51